# 河北篤
もしかして
- 川北篤

ではありませんか？